# Der Flug des Phoenix (2004)
Der Flug des Phoenix (Flight of the Phoenix) ist ein US-amerikanischer Abenteuerfilm von John Moore aus dem Jahr 2004. Er ist eine Neuverfilmung des Abenteuerfilms Der Flug des Phoenix aus dem Jahr 1965. Wie dieser basiert er auf dem gleichnamigen Roman von Elleston Trevor.

## Handlung
Die Angestellten eines Ölunternehmens kehren nach der Schließung ihres Einsatzortes mit einem Flugzeug heim. Trotz der Warnungen seines Co-Piloten A.J. und des Passagiers Elliott wegen des unerwartet starken Sandsturms setzt der Pilot der Fairchild C-119, Frank Towns, den Flug fort, wodurch sie in der Wüste Gobi in gebirgigem Gelände notlanden müssen. Drei Passagiere kommen dabei ums Leben. Die übrigen errichten aus Trümmern und Ladung ein provisorisches Lager und richten sich ein. Natürlicher Anführer ist zunächst Towns durch seine Persönlichkeit und Stellung als Kapitän. Er setzt auf die vage Hoffnung, in der durch den Vorrat an Wasser und Lebensmitteln begrenzten verbleibenden Zeit durch eine Suchmannschaft der Ölgesellschaft gerettet zu werden.
Elliott, ein Weltenbummler, der sich der Ölbohrmannschaft angeschlossen hat, schlägt vor, aus den noch brauchbaren Teilen des Wracks ein behelfsmäßiges Flugzeug zu bauen und damit zum nächsten Ort zu fliegen. Alle lachen ihn aus, weil sie das für unmöglich halten, obwohl Elliott, von Beruf Flugzeugkonstrukteur, ihnen versichert, dass alle nötigen Teile und Werkzeuge dafür vorhanden seien – das hatte er bereits untersucht. Towns wendet ein, dass durch harte Arbeit der Wasserverbrauch steigen und damit die Chance auf rechtzeitige Rettung sinken würde. Doch schließlich lässt er sich überzeugen, dass es sinnvoller ist, durch den Flugzeugbau aktiv an einer Rettung zu arbeiten, als tatenlos auf Hilfe zu warten. Unter Elliotts Leitung wird das Wrack zerlegt und ein provisorisches Flugzeug gebaut. Sie geben ihm den Namen Phoenix.
Zwischenzeitlich verlieren die Verunglückten einen weiteren Mann in einer Konfrontation mit Räubern, die bereits den Leichnam eines der beiden Opfer des Absturzes weiter weg geplündert und zerschossen haben. Am schwierigsten jedoch gestaltet sich die Zusammenarbeit mit Elliott, der die bedingungslose Unterordnung der anderen, inklusive Kapitän Towns, verlangt, sonst sei die Arbeit zwecklos. Die Spannungen gegenüber Elliott münden fast in seine Erschießung, als sich zufällig herausstellt, dass er beruflich keine „großen“ Flugzeuge, sondern nur unbemannte Modellflugzeuge konstruiert, obwohl er versichert, dass für alle Flugzeuge dieselben physikalischen Gesetze gelten und die „Phoenix“ flugfähig sei.
Letztendlich ist die „Phoenix“ der letzte Ausweg vor einem massiven Angriff berittener Räuber, die das abfliegende Flugzeug mit einem Schuss leicht beschädigen, was Elliott jedoch noch reparieren kann. In einer Bildsequenz erfährt der Zuschauer, welchen Weg die Überlebenden nach ihrer Rettung eingeschlagen haben.

## Hintergrund
Der Film wurde in Namibia gedreht. Seine Produktionskosten betrugen schätzungsweise 45 Millionen US-Dollar. Der Film spielte in den Kinos der USA ca. 21 Millionen US-Dollar ein.

## Ausstrahlung in Deutschland
Die deutsche Free-TV Premiere erfolgte am 26. Dezember 2007 zur Primetime auf RTL. Der Film erreichte in der werberelevanten Zielgruppe 17,0 Prozent Marktanteil.

## Kritiken
Die Auswertung von 119 Filmkritiken bei Rotten Tomatoes weist lediglich 30 % positive Kritiken aus.
Auf FILMSTARTS.de schrieb man von einer „actiongeladenen Neuauflage“. Man lobt auch den Soundtrack, denn der Zuschauer „wird mit coolen Countryklängen von Johnny Cash begrüßt“ und mit ausgewählter Musik durch die folgenden 113 Minuten geführt. Das Fazit lautet: „Für einen unterhaltenden Kinoabend mit Freunden ist ‚Der Flug des Phoenix‘ glänzend geeignet und schöpft die Möglichkeiten des Abenteuerfilms gut aus“.
James Berardinelli schrieb auf ReelViews, Der Flug des Phoenix (1965) sei kein großer Film, aber er sei viel sehenswerter als sein Remake. Die Neuverfilmung ersetze Spannung durch Langeweile und witzige Dialoge durch lahme Dialogzeilen, deren Aufsagen jedem Schauspieler mit Selbstrespekt peinlich sein sollte.
Lexikon des internationalen Films: „Überflüssiges Remake […], das zwar mit guter handwerklicher Gestaltung aufwartet, den meisten Überlebenden aber zu wenig individuelles Profil verleiht, um die Anteilnahme auf Dauer wachzuhalten.“

## Auszeichnungen
Bob Brown wurde im Jahr 2005 für die Stunts für den Taurus Award nominiert. Brendan Galvin wurde 2005 für die Kameraarbeit für den Irish Film and Television Award nominiert.